# Tommy Juth
Jan Tommy Juth, född 12 december 1950 i Malmö, är en svensk skådespelare och operasångare (tenor). 

## Biografi
Juth började sin yrkesbana som brandman i Malmö, men lät efterhand kulturintresset ta över, inledningsvis bland annat som dansare i Nils Poppes operett Blåjackor på Fredriksdalsteatern i Helsingborg 1974. 1976 gjorde han skådespelardebut i lustspelet Oskulden från Mölle hos Poppe. Han har genomgått dansutbildning för bland annat Teddy Rhodin och Albert Gaubier och sångutbildning för bland annat Nils Bäckström och Gösta Kjellertz. Efter Statens scenskola i Göteborg blev han anställd vid Malmö stadsteater där han arbetade under nästan 30 år med ledande roller i opera, operett och musikal. Här gjorde han roller i bland annat Carmen, Sweeney Todd, Teaterbåten och Kristina från Duvemåla.
Han har varit engagerad vid Riksteatern, Södra Teatern i Stockholm och Stora Teatern i Göteborg, han har även sjungit operett i Österrike och Schweiz och medverkat vid konserter i England, Thailand, Kanada och Hawaii. 1995 gjorde han en roll i Henning Mankells Mördare utan ansikte på SVT.
Juth brukar ofta framföra nationalsångerna vid stora invigningar och idrottsevenemang i södra Sverige. Medverkade 2009 och 2013 i Tommarpsrevyn på Österlen. Han var även med och spelade i Stefan & Kristers lustspel Hemvärn & påssjuka på Vallarnas friluftsteater sommaren 1997, och under flera somrar under 2000-talet har han tillsammans med Mikael Neumann och Sven Melander gjort olika återkommande shower under namnet Semestersabotörerna på Falsterbonäset.  2004 specialskrevs musikalen Putte Hågen för honom av Mary Andersson och Mikael Wiehe.

## Filmografi
- 1978 – Fantastiska pappa
- 1985 – August Palms äventyr (TV-serie)
- 1995 – Mördare utan ansikte (TV-serie)
- 1997 – Hemvärn & påssjuka

## Teater

### Roller (ej komplett)
| År   | Roll                    | Produktion                                                              | Regi           | Teater                   |
| ---- | ----------------------- | ----------------------------------------------------------------------- | -------------- | ------------------------ |
| 1975 |                         | Herrn går på jakt (Monsieur chasse!) Georges Feydeau                    | Andris Blekte  | Malmö stadsteater        |
| 1976 | Vincent Sahlin          | Oskulden från Mölle (Der Keusche Lebemann) Franz Arnold och Ernst Bach  | Hans Bergström | Fredriksdalsteatern      |
| 1977 | Armand Desroches        | Fantastiska pappa (Le voyage de M. Perrichon) Eugène Labiche            | Hans Bergström | Fredriksdalsteatern      |
| 1978 | Vilgot Sjöman, sjöman   | Hjälten från Öresund (Der kühne Schwimmer) Franz Arnold och Ernst Bach  | Hans Bergström | Fredriksdalsteatern      |
| 1991 | Sixten Sparre           | Sixten och Elvira Lars-Åke von Vultée och Jan Wirén                     | Hans Alfredson | Cirkus Olympia           |
| 1997 | Fänrik Bertil Löwendahl | Hemvärn & påssjuka Nils Bie Persson                                     | Anders Albien  | Vallarnas friluftsteater |
| 2003 | Frederick Sterroll      | Änglar med glorian på sne (Fallen Angels) Noël Coward                   | Jan Hertz      | Nöjesteatern/ Turné      |
| 2014 | Giles                   | Rebecca Sylvester Levay och Michael Kunze                               | Åsa Melldahl   | Malmö Opera              |
| 2016 | Osgood Fielding         | Sugar - I hetaste laget (Sugar) Jule Styne, Bob Merrill och Peter Stone | Anders Aldgård | Fredriksdalsteatern      |